# Наоки Хатори
Наоки Хатори (服部尚貴?), на английски: Naoki Hattori е бивш пилот от Формула 1. Роден на 13 юни 1966 г. в Токио, Япония.

## Формула 1
Наоки Хатори прави своя дебют във Формула 1 в Голямата награда на Япония през 1991 г. В световния шампионат записва 2 състезания като не успява да се квалифицира за самите състезания, състезава се за отбора на Колони.